# Jebero
Jebero (Chebero, Xebero, Xihuila) és una llengua amazònica moribunda parlada pels jeberos, Perú. Només el parlen un nombre reduït d’adults ancians (uns 30 de 2.500 individus) i pertany a la família cahuapanesa juntament amb chayahuita.

## Fonologia

### Vocals
|         | Anterior | Central | Posterior |
| ------- | -------- | ------- | --------- |
| Tancada | i        |         | u         |
| Mitjana |          | ɘ       |           |
| Oberta  |          | a       |           |

Monoftongs del jebero, de Valenzuela & Gussenhoven (2013)

- /i/ varia entre el frontal tancat sense arrodonir [i], el frontal gairebé tancat sense arrodonir [i̞] i el frontal mitjà sense arrodonir [e].[1]
- /u/ vvaria entre [ʊ] arrodonit gairebé a prop gairebé a prop i mig a darrere dèbilment arrodonit [o̜], sent la darrera realització la que més habitual.[1]
- /ɘ/ varia entre mitjana gairebé anterior arrodonida [ɛ̽] i mitjana tencada sense arrodonir [ɘ].[1]
  - /ɘ/ és més curta que les altres vocals, sobretot entre consonants sense veu.[1]
  - The sequence /ɘn/ is sometimes realized as a syllabic [n̩].[1]
- /a/ varia entre oberta central no arrodonida [ä] i anterior retractada gairebé oberta [æ̠].[1] La carta vocàlica a Valenzuela i Gussenhoven (2013) posa /a/ en la posició central gairebé oberta [ɐ].
  - En síl·labes tancades, /a/ es realitza com a central oberta mitjana sense arrodonir [ɜ].[1]

### Consonants
|            |              | Labial | Alveolar | Palatal | Velar | Glotal |
| ---------- | ------------ | ------ | -------- | ------- | ----- | ------ |
| Nasal      | Nasal        | m      | n        | ɲ       |       |        |
| Oclusiva   | Oclusiva     | p      | t        | tʃ      | k     | ʔ      |
| Fricativa  | Fricativa    |        | s        | ʃ       |       | (h)    |
| Vibrant    | plana        |        | r        |         |       |        |
| Vibrant    | glotalitzada |        | ˀr       |         |       |        |
| Aproximant | central      | w      | ð        | j       |       |        |
| Aproximant | lateral      |        | l        | ʎ       |       |        |

- /m, p/ són bilabiald, mentre que /w/ és velar labialitzada.
- /tʃ/ és una africada, en lloc d'una oclusiva.[2] Tot i això, s'ha col·locat a la taula a d’aquesta manera per estalviar espai.
- /n, t, ð, l/ són laminal denti-alveolar [[n̪], [t̪], [ð̪], [l̪]].[3]
  - En la cosa sil·làbica, /n/ es realitza amb un contacte més ampli, màxim dentoalveolo-velar [n̪͡ŋ].[3]
  - Després d'/u, a/, el contacte denti-alveolar sovint no es fa, cosa que fa que /n/ soni més com un velar nasal [ŋ].[3]
  - /ð/ de vegades pot sonar com si fos la consonant lateral, però mai es realitza com a lateral.[1]
- /ɲ, ʎ/ són dentoalveolo-palatal [[ɲ̪], [ʎ̪]].[3]
  - /ʎ/ de vegades es realitza com una fricativa feble [ʎ̪˔].[1]
- /h/ només es produeix en la interjecció afirmativa [ahã].[2]
- /r/ es realitza com una bategant [ɾ] a l'aparició de la síl·laba i com una vibrant [r] en la coda sil·làbica.[3]
- /ˀr/ és uan bategant glotalitzada [ˀɾ]. Intervocalicalment, és realitzada com una seqüència [ɾʔ].[3]